# Чесноково (Рязанская область)
Чесноко́во — деревня в Клепиковском районе Рязанской области. Входит в состав Ненашкинского сельского поселения.

## География
Деревня находится в северной части Рязанской области, на расстоянии приблизительно 6 км (по прямой) к северу от города Спас-Клепики, административного центра района.

### Часовой пояс
Деревня Чесноково, как и вся Рязанская область, находится в часовой зоне МСК (московское время). Смещение применяемого времени относительно UTC составляет +3:00.

## История
На карте 1850 года показана как поселение с 14 дворами. В 1897 году в деревне Рязанского уезда Рязанской губернии насчитывалось 28 дворов, проживало 182 человека.

## Население
| 2010 |
| ---- |
| 3    |

### Национальный состав
Согласно результатам переписи 2002 года, в национальной структуре населения русские составляли 100 % из 6 чел.